# Saint-Germain-sur-Vienne
Saint-Germain-sur-Vienne – miejscowość i gmina we Francji, w Regionie Centralnym, w departamencie Indre i Loara.
Według danych na rok 1990 gminę zamieszkiwało 356 osób, a gęstość zaludnienia wynosiła 27 osób/km² (wśród 1842 gmin Regionu Centralnego Saint-Germain-sur-Vienne plasuje się na 792. miejscu pod względem liczby ludności, natomiast pod względem powierzchni na miejscu 977.).